# Ундольский, Вукол Михайлович
Вуко́л Миха́йлович Ундо́льский (1816, Владимирская губерния — 1864, Москва) — русский литературовед и библиограф, исследователь рукописной и старопечатной книги, известный также как первый публикатор «Задонщины» (1852).

## Биография
Родился 30 января (11 февраля) 1815 года (Энциклопедический словарь Брокгауза и Ефрона указывает 1815 год; Словарь членов Общества любителей Российской словесности — 13 января 1816) в Ундоле, Владимирской губернии, в семье пономаря.
Окончил Владимирскую духовную семинарию и Московскую духовную академию (1840). С 16 апреля 1842 года служил в Московском главном архиве иностранных дел, с 1847 года — в Архиве Министерства юстиции. По предложению М. А. Максимовича, 10 ноября 1858 года был избран действительным членом Общества любителей российской словесности.
Кроме памятников древнерусской литературы Ундольский опубликовал ряд памятников русской библиографической литературы, в том числе «Оглавление книг, кто их сложил» (1846), «Оглавление Четьих Миней митрополита Макария» (1847), «Библиотеку российскую» Дамаскина (1881).
Началом самостоятельных библиографических исследований Ундольского послужило составление описи собрания старопечатных книг А. И. Кастерина (1848).
Основной библиографический труд Ундольского — «Очерк славяно-русской библиографии», составлявшийся им на основе собственного собрания, включавшего 1 704 рукописи и 808 старопечатные книги, в том числе четыре издания Ивана Фёдорова: московский и львовский Апостолы, Новый Завет и Псалтырь 1580 года, Острожская Библия (коллекция Ундольского поступила в Румянцевский музей и теперь находится в Российской государственной библиотеке).
Книгу Ундольского подготовили к печати и выпустили в свет в 1871 году А. Е. Викторов и А. Ф. Бычков, хранители рукописей и старопечатных книг Московского Публичного и Румянцевского музеев и Императорской Публичной библиотеки. Совместный труд этих трёх учёных включает в себя описания 4 705 изданий, выпущенных с 1491 по 1864 год.
Ундольский сам описал свою библиотеку славянских и иностранных рукописей (1422) и книг кирилловской печати (ок. 900) в «Славяно-русских рукописях В. М. Ундольского». Это описание также вышло уже после его смерти в 1870 году под редакцией и с дополнениями А. Е. Викторова.
Умер 1 (13) ноября 1864 года и был похоронен в Симоновом монастыре.